# Вітошинський Антон Петрович
Анто́н Петро́вич Вітошинський (1849 — 24 січня 1896, Болозів, тепер Старосамбірський район, Львівська область, Україна) — український актор, танцюрист і співак; брат Модеста Вітошинського.

## Життєпис
Працював у Руському народному театрі у Львові (1869—1875, 1877—1880, 1892—1893), у антрепризі Антона Моленцького (1869), трупах Омеляна Бачинського (1876), Т. Романович (1882), польських трупах.

## Ролі
драматичні:
- Петро («Наталка-Полтавка» Івана Котляревського),
- Челядник («Майстер і челядник» Аполло Коженьовського),
- Дон Жуан («Дон Жуан» Мольєра);

музичні:
- Іван («Чорноморський побит» Якова Кухаренка),